# Scottish Open 1926
Die Scottish Open 1926 waren die 14. Austragung dieser internationalen Meisterschaften von Schottland im Badminton. Sie fanden Anfang des Jahres in Glasgow statt. Gemeinsam mit den offenen Titelkämpfen fanden auch die geschlossenen nationalen Titelkämpfe von Schottland statt.

## Finalresultate
| Disziplin    | Sieger                              | Finalist                        | Ergebnis          |
| ------------ | ----------------------------------- | ------------------------------- | ----------------- |
| Herreneinzel | George Alan Thomas                  | Ian Maconachie                  | 0–15, 15–9, 17–15 |
| Dameneinzel  | Margaret Tragett                    | Betty Dempster                  | 11–8, 11–3        |
| Herrendoppel | George Alan Thomas Herbert S. Uber  | J. A. Davidson J. T. Towers     | 17–14, 15–2       |
| Damendoppel  | Margaret Tragett C. T. Duncan       | Ada Good D. Pilkington          | 15–5, 10–15, 15–5 |
| Mixed        | George Alan Thomas Margaret Tragett | Ian Maconachie Marion Armstrong | 7–15, 15–6, 15–10 |

## Sieger der Closed Scottish Championships
| Disziplin    | Sieger                            |
| ------------ | --------------------------------- |
| Herrendoppel | E. R. Butcher H. E. B. Neilson    |
| Damendoppel  | E. C. F. MacDonald K. M. Cochrane |
| Mixed        | E. R. Butcher M. C. F. Macfarlane |

## Referenzen
- Annual Handbook of the International Badminton Federation, London, 28. Auflage 1970, S. 268–274.
- Badminton | Sir G. Thomas in Good Form. In: Western Morning News. 18. Januar 1926, S. 6, abgerufen am 9. August 2025 (englisch).